# Giovanni Andrea Coppola
Giovanni Andrea Coppola (Gallipoli, gennaio 1597 – Gallipoli, gennaio 1659) è stato un pittore italiano.

## Biografia

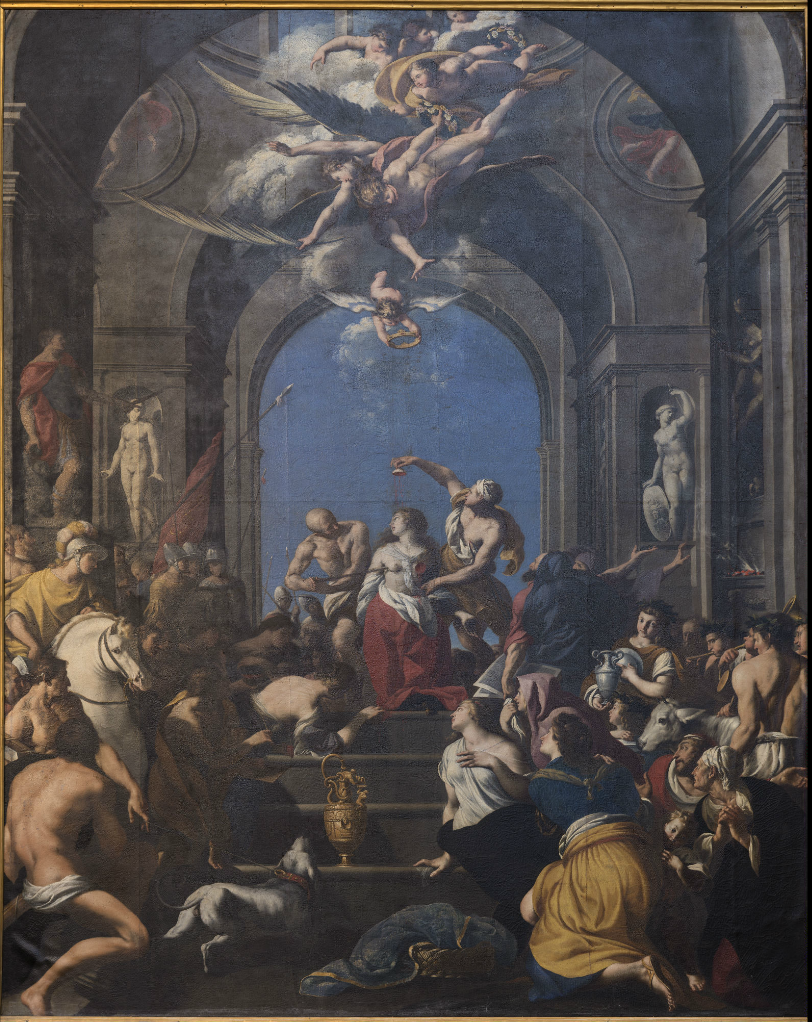
Sant'Agata nella Cattedrale di Gallipoli

Nasce a Gallipoli nel 1592, da una delle più illustri e colte famiglie della città che aveva numerosi possedimenti in "Villa Picciotti", oggi sotto il nome di Alezio. I suoi genitori furono Elisabetta Pane e di Orsino Coppola, risposatosi dopo la morte di Isabella Specolizzi. Intraprende studi medici che lo portano, tra il 1633 ed il 1636 a lasciare la città, circostanza che comunque non vale ad indebolire l'attenzione che portava alla pittura.
La famiglia dei Coppola donò alla città numerosissime personalità politiche, religiose e scientifiche (era infatti parente di Giovanni S.E.R. Giovanni Carlo Coppola, vescovo di Muro Lucano e poeta).
Non sono documentabili i luoghi dove Coppola studia; probabilmente viene a contatto con il manierismo fiorentino, grazie ai contatti che il congiunto Giovan Carlo mantiene con i circoli della corte medicea.
Rientrato a Gallipoli, nel 1637 sposa Elisa Roccio. Nello stesso periodo intraprende la carriera di dottor fisico, percependone il corrispondente salario corrispostogli dall'università, di cui ricopre la carica di general sindaco (1639-1640). Ma è soprattutto in questo periodo che comincia ad operare presso la Basilica Concattedrale di Sant'Agata producendo grandi tele per decorazione.

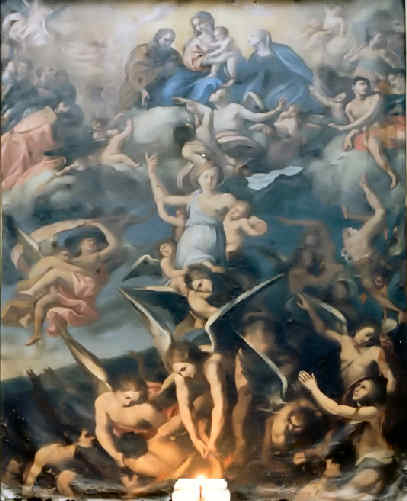
Le anime del Purgatorio, Chiesa Madre Casarano

Non datato, il primo lavoro che G.A.Coppola esegue per la cattedrale è relativo alla decorazione del ligneo altare della Vergine delle Grazie che Massenzio Vaglio aveva ottenuto nel 1610 dal Vescovo Capece, e per il quale Giovan Domenico Catalano aveva dipinto l'ancona della Vergine col Bambino e i SS. Giovanni Battista e Andrea apostolo.
Per la famiglia Pirelli, subentrata come nuovo possessore dell'altare, Giovanni Andrea Coppola realizza tre serie di undici azioni che esegue nei piccoli formati delle tavolette poste ai lati e al di sopra delle immagini della pala: presso la figura dell'apostolo Andrea, realizza gli ovali della Vocazione, della Flagellazione, della Salita al patibolo e della Crocifissione, mentre in corrispondenza con i fatti relativi alla vita del Battista realizza la Nascita, la Predica,Il battesimo di Gesù nel Giordano e la Decollazione. Occupano il lato breve di quel rettangolo tre Storie della Vergine, la Nascita, l'Annunciazione e il Transito.
Al 1642 risale la Trinità con le anime del Purgatorio, una sontuosa pagina di virtuosismo spaziale, ricca di echi tizianeschi. Il pittore, che per la sua fatica ricevette il compenso raccolto nel pubblico degli oblatori dal sodalizio committente, ebbe tanto a cuore il suo lavoro da volerlo quella sola volta firmare con il suo nome preceduto e seguito dal titolo dottorale e dalla sua inclinazione per la pittura.
Tre anni più tardi, una convenzione tra il pittore ed il vescovo De Rueda, consentì a quello di non corrispondere alcuna somma di denaro per la cappella di patronato che gli aveva accordato; infatti, era stato convenuto che Coppola avrebbe pagato in natura, provvedendo a decorare la pala della cattedrale con il Martirio di S. Agata, completata nel 1650, ed obbligandosi ad eseguire per la sua cappella un'altra pala identificabile nell'Assunzione della Vergine. In entrambe le opere prevalgono la mobile vivacità delle figure, gli atteggiamenti plastici, la coordinazione tra le masse ed i fondali, le numerosissime comparse che si impongono allo sguardo.

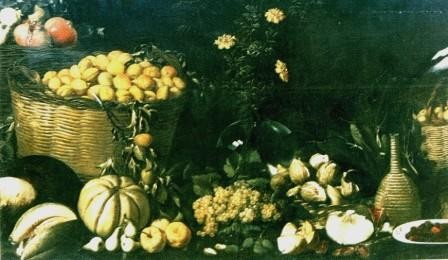
Natura morta

Nel 1657 Coppola termina la realizzazione di un dipinto per la cappella dell'Epifania di Gesù, la cui concessione risaliva al 1652 da parte del vescovo Massa. Nel dipinto - sul quale si affaccia l'autoritratto del pittore - è impreziosito dal corteo dei tre magi, il più vecchio dei quali è abbigliato con panni antistorici (vesti damascate ed un corno tipici dell'aspetto di un doge veneziano).
Tra il 1653 ed il 1659 Coppola realizza Miracoli di S. Francesco di Paola e la pala della Vergine Incoronata e i SS. Nicola ed Oronzo, quest'ultima realizzata per conto della famiglia Patitari. Nello stesso periodo è realizzato, per committenza del vescovo Massa, il ritratto del vescovo de Rueda, successivamente trasferito dalla cattedrale in episcopio.
Incerta è la datazione di San Giorgio che abbatte il drago, commissionato per decorare una cappella oggi non più esistente.
L'unica tela che contiene la firma del Coppola per esteso reca la seguente iscrizione in latino: "Picturae perquam studiosus". Ciò indica che la pittura fu per lui una seconda professione: egli era innanzitutto un nobile, patrizio e un ottimo medico.
Il pittore muore nel 1659.